# Championnat du Botswana de football 2019-2020
Navigation
Saison précédente Saison suivante
La saison 2019-2020 du Championnat du Botswana de football est la cinquante-cinquième édition du championnat de première division au Botswana. Les seize meilleures équipes du pays sont regroupées au sein d’une poule unique où ils s’affrontent deux fois au cours de la saison, à domicile et à l’extérieur. En fin de saison, les trois derniers du classement sont relégués et remplacés par les trois meilleurs clubs de deuxième division.

## Déroulement de la saison
BR Highlanders se renomme Mahalapye Railway Highlanders ou MR Highlanders en cours de saison. Sharps Shooting Stars FC change également de nom et devient Molepolole City Stars.
Début mars après la 20e journée, le championnat est suspendu à cause de la pandémie de Covid-19. Le 14 juin 2020, le championnat est définitivement arrêté, le classement est considéré comme le classement final.

## Qualifications continentales
Le champion du Botswana se qualifie pour la Ligue des champions de la CAF 2020-2021 tandis que le vainqueur de la Mascom Top 8 obtient son billet pour la Coupe de la confédération 2020-2021.

## Les clubs participants
- Township Rollers
- Police XI
- Gilport Lions - Promu de D2
- Orapa United
- TAFIC Football Club - Promu de D2
- Jwaneng Galaxy FC
- Botswana Defence Force XI
- Security Systems FC
- Miscellanous FC
- Sharps Shooting Stars FC renommé Molepolole City Stars en cours de saison
- Morupule Wanderers - Promu de D2
- BR Highlanders renommé MR Highlanders en cours de saison
- LCS Extension Gunners
- Gaborone United
- Prisons XI
- Notwane Football Club

## Compétition
Le barème utilisé pour établir le classement est le suivant :
- Victoire : 3 points
- Match nul : 1 point
- Défaite : 0 point

### Classement
| Rang | Équipe                    | Pts  | J  | G  | N | P  | Bp | Bc | Diff |
| ---- | ------------------------- | ---- | -- | -- | - | -- | -- | -- | ---- |
| 1    | Jwaneng Galaxy FC         | 41   | 20 | 12 | 5 | 3  | 37 | 15 | +22  |
| 2    | Township RollersT         | 40   | 20 | 12 | 4 | 4  | 45 | 20 | +25  |
| 3    | Orapa United              | 40   | 20 | 12 | 4 | 4  | 33 | 13 | +20  |
| 4    | Security Systems FC       | 39   | 20 | 11 | 6 | 3  | 29 | 17 | +12  |
| 5    | Gaborone United           | 36   | 20 | 10 | 6 | 4  | 31 | 17 | +14  |
| 6    | Prisons XI                | 32   | 20 | 9  | 5 | 6  | 21 | 27 | -6   |
| 7    | MR Highlanders            | 31   | 20 | 9  | 4 | 7  | 28 | 27 | +1   |
| 8    | Botswana Defence Force XI | 28   | 20 | 7  | 7 | 6  | 27 | 22 | +5   |
| 9    | Police XI                 | 25   | 20 | 6  | 7 | 7  | 20 | 23 | -3   |
| 10   | Gilport Lions P           | 21   | 20 | 6  | 3 | 11 | 19 | 30 | -11  |
| 11   | Notwane Football Club     | 19-6 | 20 | 7  | 4 | 9  | 22 | 26 | -4   |
| 12   | LCS Extension Gunners     | 18-6 | 20 | 7  | 3 | 10 | 30 | 36 | -6   |
| 13   | Morupule Wanderers P      | 18   | 20 | 4  | 6 | 10 | 17 | 27 | -10  |
| 14   | TAFIC Football ClubP      | 18   | 20 | 4  | 6 | 10 | 21 | 36 | -15  |
| 15   | Molepolole City Stars     | 11-3 | 20 | 3  | 5 | 12 | 13 | 30 | -17  |
| 16   | Miscellanous FC           | 9    | 20 | 2  | 3 | 15 | 16 | 43 | -27  |

|  | Qualification pour la Ligue des champions de la CAF 2020-2021         |
|  | Qualification pour la Coupe de la confédération 2020-2021             |
|  | Relégation directe en deuxième division                               |
|  | T : Tenant du titre C ; Vainqueur de la Orange FA Cup P : Promu de D2 |

- Toutes les déductions de points sont des pénalités administratives.
- Orapa United est qualifié pour la Coupe de la confédération 2020-2021 en tant que vainqueur de la Mascom Top 8, la Orange FA Cup n'ayant pu arriver à son terme.

## Bilan de la saison
| Championnat du Botswana de football 2019-2020 |                               |
| Champion                                      | Jwaneng Galaxy FC (1er titre) |
| Coupes et trophées                            |                               |
| Vainqueur de la Coupe du Botswana 2019-2020   | non disputée                  |
| Qualifications continentales                  |                               |
| Ligue des champions de la CAF 2020-2021       | Jwaneng Galaxy FC             |
| Coupe de la confédération 2020-2021           | Orapa United                  |
| Promotions et relégations                     |                               |
| Promus en Premier League                      | Masitaoka FC                  |
| Promus en Premier League                      | Sua Flamingo FC               |
| Promus en Premier League                      | Mogoditshane Fighters         |
| Relégués en Second Division                   | TAFIC Football Club           |
| Relégués en Second Division                   | Molepolole City Stars         |
| Relégués en Second Division                   | Miscellanous FC               |